# Between Two Fires (Paul Young)
Between Two Fires è il terzo album in studio del cantante britannico Paul Young, pubblicato nel 1986.

## Tracce
Tutte le tracce sono di Paul Young e Ian Kewley; tranne dove indicato.
1. Some People 4:43
2. Wonderland (Betsy Cook) - 4:58
3. War Games (Andrew Barfield) - 4:18
4. In the Long Run (Young, Kewley, Pino Palladino) - 4:19
5. Wasting My Time - 5:18
6. Prisoner of Conscience (Young, Kewley, Palladino) - 4:22
7. Why Does a Man Have to Be Strong? - 4:21
8. A Certain Passion - 4:12
9. Between Two Fires - 3:48
10. Wedding Day - 4:56